# Herbert Lübking
Herbert Lübking (* 23. Oktober 1941 in Dankersen) ist ein ehemaliger deutscher Feld- und Hallenhandballnationalspieler. Insgesamt absolvierte er von 1962 bis 1973 139 Länderspiele in der Handballnationalmannschaft, in denen er 650 Tore erzielte.

## Karriere

### Dankersen, 1949 bis 1970
Mit acht Jahren trat Herbert Lübking 1949 in den örtlichen Sportverein GW Dankersen ein. Lehrer Fritz Homann sorgte dafür, dass die sportlichen Schüler ihrem Hobby bei Grün-Weiß nachgingen. Als Schüler hat er geturnt und Handball gespielt, in der Jugend Handball gespielt und Leichtathletik betrieben. Die leichtathletischen Fähigkeiten insbesondere im schnellen Lauf, die solide sportliche Grundausbildung durch das Turnen und sein überdurchschnittliches Talent für den Handball führten ihn in die westdeutsche Jugendauswahl. Mit der 2. Jugendmannschaft (die 17-Jährigen) qualifizierte er sich 1958 für die Westfalenmeisterschaft. Als 1959 bei der Senioren-Weltmeisterschaft in Österreich Jugendnationalmannschaften die Vorspiele bestritten, war das Talent aus Dankersen in der erstmals zusammengestellten DHB-Jugendauswahl in allen fünf Spielen im Einsatz. Mit 18 Jahren, genau einen Tag nach seinem 18. Geburtstag, kam Lübking zum ersten Mal in der 1. Mannschaft des TSV GW Dankersen beim Spiel gegen Gevelsberg zum Einsatz. Lübking wurde in der Blütezeit des Feldhandballs ein Großer seines Sports, fuhr aber, wie es damals üblich war, stets zweigleisig. Im Sommer wurde Feldhandball gespielt und im Winter eine Hallenhandballrunde ausgetragen. Zur Saison 1966/67 wurde die zweiteilige Hallenhandball-Bundesliga eingeführt. Die Zweigleisigkeit von Großfeldhandball im Sommer und Hallenhandball im Winter wurde noch bis 1975 beibehalten.
Dankersen schaffte 1962 den Durchbruch in die nationale Spitze. Verstärkt durch den Neuzugang Manfred Horstkötter zog GWD erstmals in das Endspiel um die Deutsche Feldhandball-Meisterschaft am 28. Oktober 1962 gegen den TSV Ansbach im Nürnberger Stadion Zabo ein. Das Finale verloren Lübking, Helmut Meisolle und Fritz Spannuth zwar mit 8:9 Toren gegen die Mannschaft um Erwin Porzner, aber es war der Anfang einer Ära von sportlichen Höhepunkten. Mit relativ geringem Trainingsaufwand, zwei bis drei Trainingseinheiten pro Woche, waren die Dankerser auch in den folgenden Jahren äußerst erfolgreich. Im Jahr 1964 wurde das zweite Finale gegen TuS Wellinghofen verloren. National galt Dankersen 1965 mit dem „Traumgespann“ Spannuth und Lübking durch die zwei Vizemeisterschaften in der Halle gegen Frisch Auf Göppingen und im Oktober auf dem Großfeld gegen den BSV Solingen 98 als stärkste deutsche Mannschaft. Am 23. Oktober 1967 glückte mit 19:16 Toren gegen den TV Großwallstadt der Gewinn der ersten Deutschen Meisterschaft. Damit sicherten sich Lübking und Kollegen auch die Teilnahme am 1968 erstmals ausgespielten Europapokal. Mit Erfolgen gegen Suhr (Schweiz), Hengelo (Holland) und Linz (Österreich) wurde die Trophäe nach Ostwestfalen geholt. Als Belohnung spendierte der Mäzen und Präsident des Vereins, Horst Bentz, Chef der Mindener Melitta Kaffeefilter-Werke, den Akteuren eine Traumreise zu den Olympischen Sommerspielen 1968 nach Mexiko.
Mit Dankersen wurde Lübking 1962, 1964, und 1965 Deutscher Vizemeister, in den letzten beiden Jahren dabei sowohl auf dem Feld und in der Halle. 1967 und 1970 wurde er Deutscher Feldhandballmeister und 1968, 1969 und 1970 Europapokal-Sieger im Feldhandball. GWD war 1969 Ausrichter des Europapokals im Mindener Weserstadion. Zum 12:5-Finalsieg gegen Oppum steuerte Lübking acht Tore bei. Mit insgesamt 24 Treffern wurde er Torschützenkönig des Turniers. Ab 1969 war Nationalmannschaftskollege Bernd Munck sein Mitspieler in Dankersen.
Für Grün-Weiß Dankersen – der heutige Verein GWD Minden – warf er zwischen 1959 und 1970 insgesamt 4011 Tore. In jener Zeit war Lübking als Großhandelskaufmann bei den Melitta-Werken angestellt. Seine Frau Ingrid – mit der er zwei Söhne hatte – betrieb eine Vertretung der Sportschuhfabrik Hummel, in deren Produkten ihr Ehemann spielte. Da die Nationalmannschaft in Adidas spielte, führte das zu einem Konflikt: letztendlich spielte die Nationalmannschaft dann abwechselnd in Adidas und Hummel.
Am 16. August 1970 gewann Lübking mit Dankersen noch die Feldhandballmeisterschaft mit 15:11 Toren gegen Hochdorf, wenige Tage später wechselte der Mannschaftskapitän vom Bundesligisten GW Dankersen zum Kreisligisten und Ortsnachbarn TuS Nettelstedt. Der für damalige Verhältnisse sensationelle Spielerwechsel schlug hohe Wellen; Medien und Handball-Öffentlichkeit hatten „ihr“ Thema: Nachdem sein Chef von seinem beabsichtigten Wechsel erfahren hatte, wurde er direkt beurlaubt und galt auch sportlich in Dankersen als unerwünschte Person. Er erhielt Morddrohungen, ihm wurden Fensterscheiben eingeworfen und sein dreijähriger Sohn André wurde eintägig entführt. Zudem wurde er zunächst von Bundestrainer Werner Vick aus der Nationalmannschaft suspendiert und erst im Vorfeld der Olympischen Spiele 1972 reaktiviert. Für den 28-jährigen Lübking, er war verheiratet und hatte zwei Kinder, war die Absicherung über seine Handballzeit hinaus der Grund für den Wechsel zum TuS Nettelstedt. Der Vereinswechsel sollte erst 1972 nach den Olympischen Spielen in München vollzogen werden. Den Arbeitsplatzwechsel zwei Jahre zuvor wollte sein alter Arbeitgeber aber nicht akzeptieren. Daraufhin wechselte Lübking 1970 nicht nur den Arbeits-, sondern auch zu diesem Zeitpunkt schon den Sportplatz. Beruflich motivierte Spielerwechsel gehörten in den späteren Jahren der Bundesligaetablierung zur Normalität des „Handballgeschäfts“.

### Nettelstedt, 1970 bis 1978
Mit Nettelstedt gelang Lübking in den folgenden sieben Jahren der Durchmarsch von der Kreisliga zur Bundesliga. Kaum ein Spiel ging verloren, jedes Jahr ging es eine Klasse höher. 1974 schloss sich auch der jugoslawische Olympiasieger von 1972, Milan Lazarević dem Verein an. Beim Finalspiel um die Deutsche Feldhandball-Meisterschaft 1975 am 10. August 1975 standen Lübking und die Mitspieler Jürgen Glombeck, Rainer Gosewinkel, Milan Lazarević und Heiner Möller mit Nettelstedt – Trainer war der ehemalige GWD-Coach Erich Klose – im letzten Feldhandball-Meisterschaftsspiel überhaupt; auf dem heimischen Spielfeld verlor Nettelstedt überraschend mit 14:15 gegen die TSG Haßloch.
Mit dem 27:20-Sieg im Rückspiel am 3. April 1976 gegen Bayer Leverkusen gelang der Aufstieg in die Handball-Bundesliga. Nettelstedt wurde somit Gründungsmitglied der eingleisigen Handball-Bundesliga und war auch deren erster Tabellenführer. Der Routinier im Rückraum erzielte für die Mannschaft bis 1978 2222 Tore. Am 15. Oktober 1978 fand das Abschiedsspiel für Herbert Lübking bei TuS Nettelstedt mit einem Spiel gegen eine Europa-Auswahl statt.

Nicole Bliesener beschreibt im Eggers-Buch die Spielweise des 1,84 Meter großen „Aushängeschild des deutschen Handballs der 60er Jahre“ mit folgenden Worten:

„Lübking, der technisch perfekte Individualist, liebte die Improvisation, das freie und wenn möglich körperlose Spiel. Er schätzte die Rolle des trickreichen, aber auch torgefährlichen Spielmachers. Diese Qualitäten hatte sich Lübking mit Talent, vor allem aber mit Willenskraft und eisernem Training angeeignet.“

### Nationalmannschaft, 1962 bis 1972
Lübking spielte 1962 erstmals in der Nationalmannschaft. Im schweizerischen Winterthur nahm er 1963 an seiner ersten Weltmeisterschaft teil. Im Juni 1963 gehörte er in Basel dem westdeutschen Team an, das mit 7:14 Toren das Finale um die Feldhandball-Weltmeisterschaft gegen Ostdeutschland verlor. In den Gruppenspielen hatte man sich zuvor mit drei Erfolgen gegen die Schweiz, Holland und USA durchgesetzt. Seinen internationalen Durchbruch schaffte Lübking unter dem damaligen Bundestrainer Werner Vick bei der Hallenhandball-Weltmeisterschaft 1964 in der ČSSR. Dort beeindruckte der Mann aus Dankersen die Fachpresse derart, dass die Journalisten den damals 23-Jährigen als „besten Handballer der Welt“ titulierten. Die DHB-Auswahl belegte den vierten Platz – Lübking hatte sich aber endgültig in die Weltspitze gespielt. Im Juli 1966 wurde Lübking an der Seite von Erwin Heuer und Bernd Munck in Wien mit der deutschen Mannschaft Weltmeister im Feldhandball. Es war ein Turnier mit sechs Ländermannschaften. Mit dieser Weltmeisterschaft wurde das Kapitel Großfeld-Handball weltweit endgültig geschlossen. Insgesamt absolvierte er von 1962 bis 1972 insgesamt 139 Länderspiele, in denen er 650 Tore erzielte. Die Auswahleinsätze teilen sich in 118 Spiele (532 Tore) in der Halle und 21 Partien (118 Tore) auf dem Großfeld auf.
Im November 1969 wurde er der erste deutsche Handballer mit 100 Nationalmannschaftseinsätzen, und mit seinen weiland knapp 530 Toren erzielte er in Länderspielen doppelt so viel Treffer wie der nächstbeste Torjäger.
In der Halle war er bei den Weltmeisterschaften 1964 (Rang vier), 1967 (Rang sechs und mit 38 Treffern Torschützenkönig des Turniers in Schweden) sowie 1970 (Rang fünf) am Ball, dazu bei den Olympischen Spielen 1972 in München (sechster Platz). Unter Trainer Vick und an der Seite von Mitspieler wie Klaus Kater, Jochen Feldhoff und Klaus Westebbe erreichte die DHB-Auswahl bei der erstmaligen Zulassung des Handballs bei den Olympischen Spielen nach einer 16:17-Niederlage gegen die UdSSR den sechsten Rang.

Dem Olympiaturnier war eine Serie von Testspielen zur Findung des Olympiakaders vorangegangen, in deren Verlauf innerhalb von fünf Wochen 16 Spiele gegen Bundesligamannschaften absolviert wurden. Insgesamt wurden 28 Spieler, in einem nördlichen und südlichen Kader eingeteilt, in den Testspielen eingesetzt. Am 11. Februar 1972 wurde auch der 18 Monate verbannt gewesene Nettelstedter Rekordnationalspieler Herbert Lübking zum ersten Mal in einem Testspiel gesichtet. Als das Kicker-Sportmagazin am 16. März 1972 die „letzten 16 Spieler“ des DHB für das Olympiaturnier meldete, gehörten dem Kreis noch Torjäger Hansi Schmidt vom VfL Gummersbach und Kapitän Bernd Munck von GW Dankersen an. Auf dem Bundestag des Deutschen Handballs am letzten April-Wochenende in Berlin wurde aber beschlossen, dass es keine Rückkehr für die beiden „Rebellen“ Schmidt und Munck geben würde. Kapitän Munck und Vizekapitän Schmidt hatten zuvor Bundestrainer Vick mit der Forderung konfrontiert, entweder die nominierten Spieler Lübking und Neuhaus (TuS Wellinghofen) raus, Jochen Brand rein, oder ohne uns. Nach dem Turnier wird die Aussage von DHB-Präsident Bernhard Thiele festgehalten:

„Nach der optimalen Vorbereitung - Kosten rund 500 000 Mark - hatten wir mehr erwartet und sind natürlich nicht zufrieden. Dennoch ist dieser sechste Platz ein Achtungserfolg, zumal wir zum Schluß gegen Ungarn und die UdSSR, wo wir nur umstritten verloren, noch zwei gute Spiele lieferten.“

### Trainer
In der Saison 1978/79 übernahm Lübking das Traineramt beim Oberligisten TBV Lemgo. Ursprünglich nur als Trainer vorgesehen, übte er in der Saison 1979/80 die Rolle des Spielertrainers aus und stieg mit Lemgo in die Regionalliga auf. 1980/81 gelang der Aufstieg in die neu eingerichtete 2. Bundesliga. Erst am letzten Spieltag, im Abschiedsspiel von Herbert Lübking, konnte in Berlin der Klassenerhalt gesichert werden. Nachdem er den TBV Lemgo verlassen hatte, war er als über 40-jähriger Spielertrainer beim TuS Möllbergen in der Landes- und Verbandsliga und beim TuS Lahde/Quetzen in der Bezirksliga tätig.

## Statistik
Seine 20 Tore, davon ein Siebenmeter, aus dem Bundesligaspiel gegen Hildesheim vom 11. Januar 1969 waren über 40 Jahre Rekord. Am 6. Juni 2009 übertraf ihn Stefan Schröder (HSV Hamburg) im Spiel gegen den Stralsunder HV mit 21/3 Toren. Die Marke von 19 Feldtoren ist weiterhin unerreicht.

### Nationale Vereinswettbewerbe
1967 und 1970 wurde Lübking mit TSV GW Dankersen deutscher Feldhandball-Meister.

### Internationale Vereinswettbewerbe
Mit Dankersen wurde der Handballer dreimal Europapokalsieger auf dem Großfeld.

## Auszeichnungen
- Silbernes Lorbeerblatt 1966
- Bundesverdienstkreuz am Bande 1978
- Ehrenbürger der Stadt Minden
- Torschützenkönig der WM-Endrunde 1967 mit 38 Toren